# Adad-nirari II.
Adad-nirari II. war König des Assyrischen Reiches in den Jahren 911–891 v. Chr.
Adad-nirari II. war Sohn und Nachfolger von König Aššur-dan II., unter dem eine Entwicklung begann, die zur Bildung des sogenannten Neuassyrischen Reichs unter Adad-nirari II. führte, das nach einer vorherigen Schwächephase wieder offensiv agierte und Territorien hinzu gewann. Adad-nirari unternahm mehrere Feldzüge, wozu er Versorgungsdepots anlegen ließ. Inschriften berichten von Siegen gegen die Aramäer und von Auseinandersetzungen mit Nabû-šuma-ukīn I., dem König von Babylon, mit dem er sich schließlich auf einen Friedensvertrag einigte. Adad-nirari heiratete dessen Tochter und gab ihm seine eigene Tochter zur Frau.
Adad-nirari berichtet auf einer Gründungsplatte aus Niniveh (BM 12104) von seinen Siegen gegen Urartri: „Heldenhafter Krieger, der mit der Hilfe seines Herren Assur vom anderen Ufer des unteren Zab nach Lulume, Habhi, Zamua, und bis zum Anfang des Landes Namri zog und der das weite Qumani bis nach Mehri, Salua und Urarti unterwarf.“ Der restliche Text ist lückenhaft, erwähnt werden aber die üblichen Opfer, die der König darbrachte, und weitere Eroberungen.
Nachfolger Adad-niraris wurde sein Sohn Tukulti-Ninurta II.